# Zonitoides jaccetanicus
Zonitoides jaccetanicus is een slakkensoort uit de familie van de Gastrodontidae. De wetenschappelijke naam van de soort is voor het eerst geldig gepubliceerd in 1870 door Jules René Bourguignat.